# 刘杰 (足球运动员)
刘杰（1985年1月24日—），是中国足球运动员，司职后卫。

## 俱乐部生涯
2005年刘杰代表湖北队参加十运会取得第四名的成绩。2006年进入武汉光谷一线队名单但并未在联赛中出场。2006年短暂租借于东莞联华征战港甲联赛。2007年开始代表三峡大学足球队参加中国大学生足球联赛并连续两年获得冠军。2009年参加中乙联赛获得季军。
2010年刘杰加盟刚刚冲上甲级联赛的湖北绿茵。